# Marie Heurtin (película)
Marie Heurtin (en español, La historia de Marie Heurtin) es una película biográfica francesa de 2014 escrita y dirigida por Jean-Pierre Améris. Esta es la historia de una niña sorda y ciega de nacimiento, Marie Heurtin, a finales del XIX
Fue seleccionada fuera de concurso en el Festival Internacional de Cine de Locarno en agosto de 2014, donde ganó el premio Variety Piazza Grande.

## Sinopsis
En 1897, un modesto artesano interna a su propia hija Marie Heurtin con las Hijas de la Sabiduría, porque era sorda y ciega de nacimiento y no podía comunicarse. Intrigada, sor Sainte-Marguerite la cuida, intenta enseñarle la lengua de signos y vivir en comunidad.

## Ficha técnica
- Título original : Marie Heurtin
- Título en español : La historia de Marie Heurtin
- Dirección : Jean-Pierre Améris
- Producción : Jean-Pierre Améris et Philippe Blasband
- Diseño de producción : Franck Schwarz
- Vestuario : Danièle Colin-Linard
- Fotografía : Virginie Saint-Martin
- Guion : Laurent Lafran
- Banda sonora: Sonia Wieder-Atherton
- Edición : Anne Souriau
- Producción ejecutiva : Sophie Révil
- Distribuidora : Escazal Films; France 3 Cinéma et Rhône-Alpes Cinéma, SOFICA Cinémage 8
- Distribuidora : Diaphana Distribution
- Budget : 2 490 000 euros[2]
- País de origen :  Francia
- Idioma original : frances et lenguaje de signos francés
- Formato : color
- Género : biopic
- Duración : 95 minutos

## Reparto
- Ariana rivoire : Marie Heurtin
- Isabel carré : Sor Santa Margarita
- Brigitte catillon : Madre superiora
- Noemíe Churlet : Sor Raphaëlle
- Gilles treton : el padre de Marie Heurtin
- Laure duthilleul : la madre de Marie Heurtin
- Martine Gautier : Hermana Verónica
- Patricia legrand : Hermana José
- Cristobal tourette : el cura de Mazière

## Producción

### Desarrollo
Después de El hombre que ríe con Marc-André Grondin y Gérard Depardieu en 2012, Jean-Pierre Améris analiza la historia de vida de Marie Heurtin con el guionista de toda la vida Philippe Blasband. Se trata de una mujer sorda y ciega nacida a fines de la década de 1890, cuyo padre la hizo internar en el Instituto de Larnay en Biard donde fue sor Santa Margarita quien la cuidó. « Las dos mujeres crearán una relación de fusión. C’est presque un amour maternel “, resume el director.

### Casting
El director encuentra a Isabelle Carré con quien trabajó en Les Émotifs anonymes (2010). Aprendió el lenguaje de señas francés durante seis meses.
Para interpretar a Marie Heurtin, el director la ve « en una acera y supe de inmediato que ella era la indicada para mí » : es Ariana Rivoire, residente sorda del Instituto Nacional para la Juventud Sorda de Chambéry. Los artistas están presentes en los platós.

### Rodaje
El rodaje comenzó a finales de julio de 2013 en la región de Rhône-Alpes, primero en Montluel en Ain, luego en el Château du Passage, en La Balme-les-Grottes y en La Salette-Fallavaux en Isère hasta mediados de septiembre de 2013,,.

## Estrenos

### Lanzamientos internacionales
La película es seleccionada fuera de concurso. plaza grande en agosto de 2014 en el Festival Internacional de Cine de Locarno, donde ganó el premio Variety Piazza Grande.
Para Francia, se anunció provisionalmente en octubre de 2014 según los medios, y finalmente se pospuso al 12 de noviembre de 2014. Ocupa el cuarto lugar en la taquilla de las primeras proyecciones parisinas con 425 spectateurs en dieciséis copias, por delante de When comes the night (The Drop) de Michaël R. Roskam, Respire de Mélanie Laurent e Interstellar de Christopher Nolan que está a la cabeza con 1046 entrées en dieciséis copias.

### Recepción de la crítica
Según AlloCiné, la puntuación media es de 3,7 para 14 títulos de prensa, incluidos cinco de cinco de Le Dauphiné Libéré y L'Express.
El crítico Bruno Bouvet le da cuatro estrellas de cinco a La Croix porque « la película da más ganas de creer su mensaje porque está protagonizada por la acertadísima interpretación de Ariana Rivoire, una joven actriz neófita ». Thomas Baura de Studio Ciné Live lo ve « muy buen cine. Un rayon du soleil » y Guillemette Odicino de Télérama, « respetuoso y tierno, este elogio de la paciencia toca por sus sesgos estéticos ».

## Honores

### Premios
- Festival Internacional de Cine de Locarno 2014 - fuera de competición plaza grande» : Variedad Premio Piazza Grande[1]

### Nominaciones
- Festival de Cine Francés de Helvetia 2014 : Selección “Selección FFFH”
- Festival Internacional de Cine de Chicago 2014 : selección " cine mundial»
- Festival Internacional del Caballo Dorado de Taipei 2014 : selección " Panorama»
- Festival de Cine Cinemanía 2014 : selección oficial
- Festival Internacional de Cine de Palm Springs 2015 : selección oficial
- Encuentro de cine francés en París 2015 : “Paquete de prensa”

### Artículos relacionados
- María Heurtin
- Helen Keller
- Hijas de la Sabiduría